# Kansas City Chiefs 2021
La stagione 2021 dei Kansas City Chiefs è stata la 52ª della franchigia nella National Football League, la 62ª complessiva e la nona con Andy Reid come capo-allenatore. La squadra concluse la stagione regolare con un record di 12–5, vincendo il titolo della AFC West division per il sesto anno consecutivo. Nei playoff avanzarono fino alla quarta finale della AFC consecutiva, dove furono eliminati ai tempi supplementari dai Cincinnati Bengals.

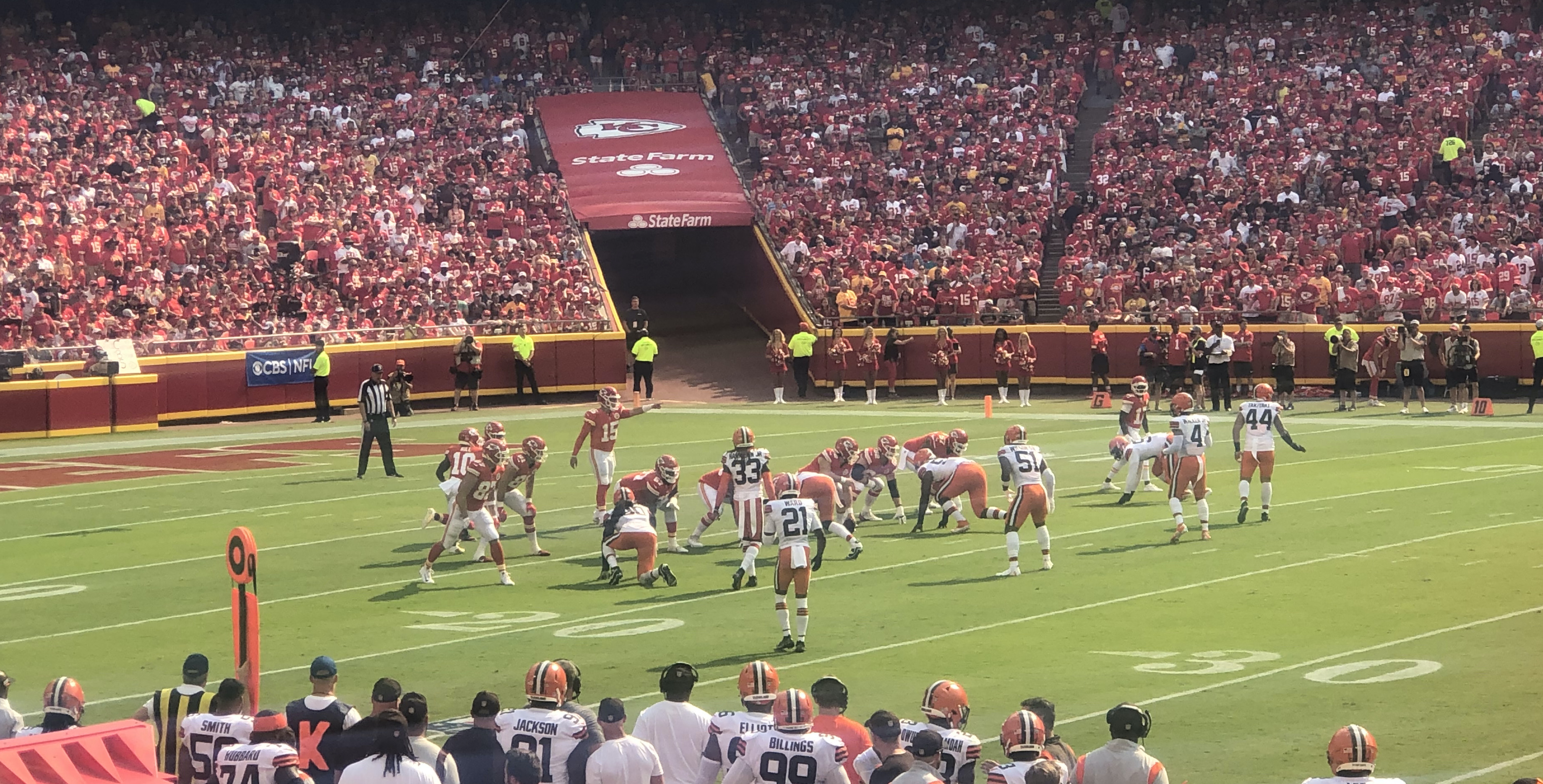
La partita della settimana 6 contro Cleveland

## Scelte nel Draft 2021
| Scelte dei Chiefs nel Draft 2020 |        |                |               |               |
| Giro                             | Scelta | Giocatore      | Ruolo         | College       |
| 2                                | 58     | Nick Bolton    | Linebacker    | Missouri      |
| 2                                | 63     | Creed Humphrey | Centro        | Oklahoma      |
| 4                                | 144    | Joshua Kaindoh | Defensive end | Florida State |
| 5                                | 162    | Noah Gray      | Tight end     | Duke          |
| 5                                | 181    | Cornell Powell | Wide receiver | Clemson       |
| 6                                | 226    | Trey Smith     | Guardia       | Tennessee     |

## Roster
| Roster dei Kansas City Chiefs nel 2021 |
| --- |
| Quarterback - 4 Chad Henne - 15 Patrick Mahomes Running Back - 45 Michael Burton FB - 25 Clyde Edwards-Helaire - 1 Jerick McKinnon - 31 Darrel Williams Wide Receiver - 82 Daurice Fountain - 17 Mecole Hardman - 10 Tyreek Hill - 13 Byron Pringle - 11 Demarcus Robinson Tight End - 81 Blake Bell - 88 Jody Fortson - 83 Noah Gray - 87 Travis Kelce Offensive Linemen - 73 Nick Allegretti G - 66 Austin Blythe C - 57 Orlando Brown Jr. T - 76 Laurent Duvernay-Tardif G - 52 Creed Humphrey C - 67 Lucas Niang T - 75 Mike Remmers T - 65 Trey Smith G - 62 Joe Thuney G - 77 Andrew Wylie G Defensive Linemen - 55 Frank Clark DE - 51 Mike Danna DE - 95 Chris Jones DT - 59 Joshua Kaindoh DE - 91 Derrick Nnadi DT - 97 Alex Okafor DE - 90 Jarran Reed DT - 99 Khalen Saunders DT - 98 Tershawn Wharton DT Linebacker - 54 Nick Bolton MLB - 47 Darius Harris OLB - 53 Anthony Hitchens OLB - 56 Ben Niemann MLB - 44 Dorian O'Daniel OLB Defensive Back - 30 Deandre Baker CB - 27 Rashad Fenton CB - 21 Mike Hughes CB - 26 Chris Lammons CB - 38 L'Jarius Sneed CB - 49 Daniel Sorensen FS - 22 Juan Thornhill FS - 35 Charvarius Ward CB - 23 Armani Watts SS Special Team - 7 Harrison Butker K - 5 Tommy Townsend P - 41 James Winchester LS Lista delle riserve - 70 Malik Herring DE (NF-Inj.) - 50 Willie Gay MLB (IR) - 69 Kyle Long G (PUP) - 32 Tyrann Mathieu SS (COVID-19) Squadra di allenamento - 6 Zayne Anderson FS - 2 Dicaprio Bootle CB - 6 Shane Buechele QB - 93 Tyler Clark DT - 48 Omari Cobb OLB - 12 Gehrig Dieter WR - 60 Austin Edwards DE - 89 Maurice Ffrench WR - 40 Derrick Gore RB - 96 Demone Harris DE - 24 Devon Key SS - 14 Cornell Powell WR - 70 Prince Tega Wanogho T - 64 Darryl Williams C 51 attivi, 4 inattivi, 14 nella squadra di allenamento |
| Legenda - I rookie sono in corsivo. - Il primo ruolo è il principale mentre gli eventuali successivi indicano i ruoli secondari. - (IR) sta per Injured Reserve ed indica la lista ristretta per un solo giocatore infortunato che può tornare ad allenarsi dopo la settimana 6 e a rientrare in prima squadra dopo che questa ha giocato 8 partite. - (NF-Inj.) / (NF-Ill.) stanno rispettivamente per Non-Football Injured e Non-Football Illness ed indicano le liste dove viene inserito un giocatore che ha un infortunio o una malattia non dipendente dal football americano. - (PUP) sta per Physically Unable to Perform ed indica la lista dove viene inserito un giocatore mentre è in attesa di recuperare la condizione fisica. Nella stagione regolare dopo la sesta partita giocata dalla propria squadra, il giocatore ha tempo tre settimane per riprendere ad allenarsi, più tre settimane aggiuntive dal suo rientro agli allenamenti per rientrare in prima squadra. |

## Calendario
| Stagione regolare |                    |                             |                    |                    |                            |                    |
| Turno             | Data               | Avversario                  | Risultato          | Record             | Stadio                     | Sintesi            |
| 1                 | 12 settembre       | Cleveland Browns            | V 33–29            | 1–0                | Arrowhead Stadium          | Recap              |
| 2                 | 19 settembre       | at Baltimore Ravens         | S 35–36            | 1–1                | M&T Bank Stadium           | Recap              |
| 3                 | 26 settembre       | Los Angeles Chargers        | S 24–30            | 1–2                | Arrowhead Stadium          | Recap              |
| 4                 | 3 ottobre          | at Philadelphia Eagles      | V 42–30            | 2–2                | Lincoln Financial Field    | Recap              |
| 5                 | 10 ottobre         | Buffalo Bills               | S 20–38            | 2–3                | Arrowhead Stadium          | Recap              |
| 6                 | 17 ottobre         | at Washington Football Team | V 31–13            | 3–3                | FedExField                 | Recap              |
| 7                 | 24 ottobre         | at Tennessee Titans         | S 3–27             | 3–4                | Nissan Stadium             | Recap              |
| 8                 | 1º novembre        | New York Giants             | V 20–17            | 4–4                | Arrowhead Stadium          | Recap              |
| 9                 | 7 novembre         | Green Bay Packers           | V 13–7             | 5–4                | Arrowhead Stadium          | Recap              |
| 10                | 14 novembre        | at Las Vegas Raiders        | V 41–14            | 6–4                | Allegiant Stadium          | Recap              |
| 11                | 21 novembre        | Dallas Cowboys              | V 19–9             | 7–4                | Arrowhead Stadium          | Recap              |
| 12                | Settimana di pausa | Settimana di pausa          | Settimana di pausa | Settimana di pausa | Settimana di pausa         | Settimana di pausa |
| 13                | 5 dicembre         | Denver Broncos              | V 22–9             | 8–4                | Arrowhead Stadium          | Recap              |
| 14                | 12 dicembre        | Las Vegas Raiders           | V 48–9             | 9–4                | Arrowhead Stadium          | Recap              |
| 15                | 16 dicembre        | at Los Angeles Chargers     | V 34–28 (dts)      | 10–4               | SoFi Stadium               | Recap              |
| 16                | 26 dicembre        | Pittsburgh Steelers         | V 36–10            | 11–4               | Arrowhead Stadium          | Recap              |
| 17                | 2 gennaio          | at Cincinnati Bengals       | S 31–34            | 11–5               | Paul Brown Stadium         | Recap              |
| 18                | 8 gennaio          | at Denver Broncos           | V 28–24            | 12–5               | Empower Field at Mile High | Recap              |

Note: gli avversari della propria division sono in grassetto.

### Playoff
| Playoff          |            |                         |               |        |                   |         |
| Turno            | Data       | Avversario (seed)       | Risultato     | Record | Stadio            | Sintesi |
| Wild Card        | 16 gennaio | Pittsburgh Steelers (7) | V 42–21       | 1–0    | Arrowhead Stadium | Recap   |
| Divisional       | 23 gennaio | Buffalo Bills (3)       | V 42–36 (dts) | 2–0    | Arrowhead Stadium | Recap   |
| AFC Championship | 30 gennaio | Cincinnati Bengals (4)  | S 24–27 (dts) | 2–1    | Arrowhead Stadium | Recap   |

## Premi

### Premi settimanali e mensili
- Patrick Mahomes

giocatore offensivo della AFC della settimana 1
giocatore offensivo della AFC della settimana 10
giocatore offensivo della AFC del mese di dicembre
- Nick Bolton

rookie difensivo del mese di ottobre
- Tommy Townsend

giocatore degli special team della AFC della settimana
giocatore degli special team della AFC del mese di novembre
- Chris Jones

difensore della AFC della settimana 11
- Mike Hughes:

difensore della AFC della settimana 14
- Travis Kelce

giocatore offensivo della AFC della settimana 15